# Juri I. Daniilowitsch

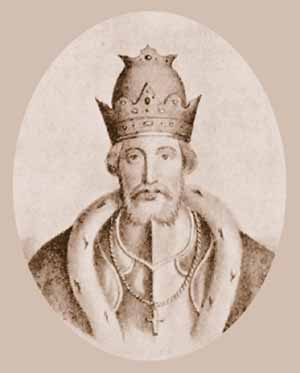
Juri I.

Juri I. Daniilowitsch (russisch Юрий (Георгий) Даниилович), wiss. Transliteration Jurij (Georgij) Daniilovič (* 1281; † 21. November 1325) aus dem Geschlecht der Rurikiden war Fürst von Moskau (1303–1325) und in Konkurrenz zu Michael und Dimitri von Twer als Juri III. Großfürst von Wladimir (1318–1322). Er war als Sohn des Daniil von Moskau (eines Sohnes von Alexander Newski) auch Bruder Iwan Kalitas’ und eine schillernde Gestalt der Tatarenzeit.

## Leben
Unter Juri I. erreichte der bereits seit Jahrzehnten spürbare Aufstieg des Fürstentums Moskau eine neue Phase: Erstmals erlangte ein Moskauer Fürst die Großfürstenwürde. Diese war zwar noch an das einstmals dominante Fürstentum Wladimir geknüpft, doch ab Iwan Kalita wurde jeder Moskauer Fürst auch Großfürst von Wladimir, und mit Juris I. Großneffen Dimitri Donskoi wechselte die Großfürstenwürde auch institutionell nach Moskau.
Bereits am Anfang seiner Herrschaft begann Juri mit der Ausweitung seines Territoriums. 1303 eroberte er das Fürstentum und die strategisch wichtige Festung Moschaisk, wodurch er den gesamten Lauf der Moskwa unter seine Kontrolle brachte. Ein Jahr später bestätigte ihm der Khan den Besitz des Fürstentums Pereslawl-Salesski.
In Juris Herrschaftszeit fällt auch der erbittert ausgefochtene Konflikt um die Vorherrschaft mit dem Fürstentum Twer. Die Auseinandersetzungen entzündeten sich an der Großfürstenwürde. Sie begann am Anfang des 14. Jahrhunderts nach einer Zeit des Niedergangs wieder attraktiver zu werden, weil sich abzeichnete, dass der Khan der Goldenen Horde demnächst das Eintreiben der Steuern dem Großfürsten überlassen würde. Als 1304 Großfürst Andrej starb, war gemäß dem Senioratsprinzip Michail Jaroslawitsch von Twer der berechtigte Nachfolger und wurde von Khan Tohtu auch eingesetzt. Zuvor hatte jedoch Juri seinen Anspruch auf die Großfürstenwürde angemeldet. Er ging, verbündet mit der Handelsstadt Nowgorod, auch nach dessen Herrschaftsantritt weiter gegen Michail vor, worauf Juri vom neuen Khan Özbeg 1312 an den Mongolenhof vorgeladen wurde und dort zwei Jahre bleiben musste. In dieser Zeit gelang es Juri jedoch, den Khan auf seine Seite zu ziehen: Er erhielt die Hand von Özbegs Schwester Kontschaka, die dann unter dem Namen Agafja getauft wurde, einen Jarlyk über die Großfürstenwürde von Wladimir und militärische Unterstützung.
Im Juni 1317 musste Juri allerdings eine Niederlage gegen Michail Jaroslawitsch einstecken. Unter anderem geriet Agafja in Michails Gefangenschaft, wo sie kurz darauf unter ungeklärten Umständen starb. Özbeg zitierte Michail vor sich: „Du hast dem Khan den Tribut nicht abgeliefert, du hast gegen den Gesandten gekämpft, du hast die Fürstin des Großfürsten Juri getötet.“ Im Winter 1318 wurde Michail im Kaukasus hingerichtet. Gleichzeitig wurde der Jarlyk Juris erneuert.
Um 1322 wurde Juri dann durch Michaels Sohn Dimitri wegen Unterschlagung von Tribut angezeigt. Der Khan entzog ihm die Großfürstenwürde und übertrug sie an Dimitri. Vor dessen Truppen floh Juri aus Moskau an den Hof Özbegs, wo er 1325 von Dimitri vor den Augen des Khans erschlagen wurde. Özbeg missbilligte das eigenmächtige Vorgehen Dimitris und ließ auch ihn hinrichten.

## Ehen und Nachkommen
Juri Daniilowitsch vermählte sich in erster Ehe 1297 mit einer Tochter des Konstantin II. Borissowitsch Fürst von Rostow, die 1317 verstarb, und in zweiter Ehe mit Agrafia (Kontschaka), einer Tochter des Khans Tochty der Kumanen, die 1318 verstarb. Er hinterließ jedoch nur aus der ersten Ehe eine Tochter, wodurch auf ihn sein Bruder Iwan I. Danilowitsch „Kalita“ (* 1288, † 1341) 1325 als Fürst von Moskau folgte, der 1328 auch Großfürst von Wladimir wurde, sich „Großfürst aller Reussen“ nannte und der Stammvater aller späteren Großfürsten von Moskau und der Zaren aller Reussen aus dem Haus der Rurikiden wurde.
Tochter
- Sofija Jurjewna ⚭ Konstantin Michailowitsch (* 1306, † 1346), Großfürst von Twer (1327–1337 und 1339–1346), Fürst von Dorogobusch,
  - Jeremija Konstantinowitsch Fürst von Dorogobusch, † 1372, ⚭ Anastasia Ne, † 1407 (Nachkommen: Die Fürsten von Dorogobusch, später die Fürsten Dorogobujski, die im 16. Jahrhundert erloschen und die – erloschenen – Fürsten Tschernjatinski).[2]